# 17e cérémonie des Razzie Awards

La 17e cérémonie des Razzie Awards a eu lieu le 23 mars 1997 à l'hôtel Hollywood Roosevelt de Santa Monica (Californie) pour distinguer les pires productions de l'industrie cinématographique durant l'année 1996.
Ci-dessous la liste complète des nominations, les vainqueurs étant marqués en gras :

## Pire film
Striptease (Castle Rock/Columbia)
- Barb Wire (Gramercy Pictures)
- Ed (Universal)
- L'Île du docteur Moreau (The Island of Dr. Moreau) (New Line)
- Les Stupides (The Stupids) (New Line/Savoy)

## Pire acteur
Tom Arnold dans Le Souffre-douleur (Big Bully), Une folle équipée (Carpool) et Stupids (partagé)
Pauly Shore dans Bio-Dome (partagé)
- Keanu Reeves dans Poursuite (Chain Reaction)
- Adam Sandler dans À l'épreuve des balles (Bulletproof) et Happy Gilmore
- Sylvester Stallone dans Daylight

## Pire actrice
Demi Moore dans La Jurée (The Juror) et Striptease
- Whoopi Goldberg dans Bogus, Eddie et Theodore Rex
- Melanie Griffith dans Two Much
- Pamela Anderson dans Barb Wire
- Julia Roberts dans Mary Reilly

## Pire second rôle masculin
Marlon Brando dans L'Île du docteur Moreau (The Island of Dr. Moreau)
- Val Kilmer dans L'Ombre et la proie (The Ghost and the Darkness) et L'Île du docteur Moreau (The Island of Dr. Moreau)
- Steven Seagal dans Ultime Décision (Executive Decision)
- Burt Reynolds dans Striptease
- Quentin Tarantino dans Une nuit en enfer (From Dusk till Dawn)

## Pire second rôle féminin
Melanie Griffith dans Les Hommes de l'ombre (Mulholland Falls)
- Faye Dunaway dans L'Héritage de la haine (The Chamber) et Dunston : Panique au palace (Dunston Checks In)
- Jami Gertz dans Twister
- Daryl Hannah dans Two Much
- Teri Hatcher dans Vengeance froide (Heaven’s Prisoners) et 2 jours à Los Angeles (Two Days in the Valley)

## Pire couple à l'écran
Demi Moore et Burt Reynolds dans Striptease
- Beavis et Butt-Head dans Beavis et Butt-Head se font l'Amérique (Beavis and Butt-Head Do America)
- Marlon Brando et ce « satané nain » dans L'Île du docteur Moreau (The Island of Dr. Moreau)
- Matt LeBlanc et Ed (le singe mécanique) dans Ed
- Pamela Anderson et ses « prothèses impressionnantes » dans Barb Wire

## Pire réalisateur
Andrew Bergman pour Striptease
- John Frankenheimer pour L'Île du docteur Moreau (The Island of Dr. Moreau)
- Stephen Frears pour Mary Reilly
- John Landis pour Les Stupides (The Stupids)
- Brian Levant pour La Course au jouet (Jingle All the Way)

## Pire scénario
Striptease, scénario d'Andrew Bergman, d'après le livre de Carl Hiaasen
- Barb Wire, scénario de Chuck Pfarrer et Ilene Chaiken, histoire de Chaiken, d'après les personnages de la bande dessinée de l'éditeur Dark Horse
- Ed, scénario de David Mickey Evans, histoire de Ken Richards et Janus Cercone
- L'Île du docteur Moreau (The Island of Dr. Moreau), scénario de Richard Stanley et Ron Hutchinson, d'après le roman de H. G. Wells
- Les Stupides (The Stupids), écrit par Brent Forrester, d'après les personnages de James Marshall et Harry Allard

## Pire scénario pour un film ayant dépassé 100 M$ de recettes
Twister (Warner Bros.), de Michael Crichton et Anne-Marie Martin
- Le Bossu de Notre-Dame (The Hunchback of Notre Dame) (Disney), animation et scénario de Tab Murphy, Irene Mecchi, Bob Tzudiker et Noni White
- Independence Day (20th Century Fox), de Dean Devlin et Roland Emmerich
- Mission impossible (Paramount), d'après la série télévisée de Bruce Geller, histoire de David Koepp et Steven Zaillian, scénario de Koepp et Robert Towne
- Le Droit de tuer ? (A Time to Kill) (Warner Bros.), scénario de Akiva Goldsman, d'après le roman de John Grisham

## Pire révélation
Pamela Anderson dans Barb Wire
- Beavis et Butt-Head dans Beavis et Butt-Head se font l'Amérique (Beavis and Butt-Head Do America)
- Ellen DeGeneres in Mr. Wrong
- Les acteurs de Friends passés au cinéma (Jennifer Aniston, Lisa Kudrow, Matt LeBlanc et David Schwimmer)
- La nouvelle Sharon Stone "sérieuse" dans Diabolique et Dernière Danse (Last Dance)

## Pire bande originale
"Pussy, Pussy, Pussy (Whose Kitty Cat Are You?)" dans Striptease, de Marvin Montgomery
- "Welcome to Planet Boom! (a.k.a. This Boom's for You)" dans Barb Wire, de Tommy Lee
- "Whenever There is Love" dans Daylight, de Bruce Roberts et Sam Roman